# Lecanodiaspis erica
Lecanodiaspis erica är en insektsart som beskrevs av Hodgson 1973. Lecanodiaspis erica ingår i släktet Lecanodiaspis och familjen Lecanodiaspididae. Inga underarter finns listade i Catalogue of Life.